# Kauaiina
Kauaiina ilà một chi bướm đêm thuộc họ Geometridae.

## Các loài
- Kauaiina alakaii Riotte, 1979
- Kauaiina howarthi Riotte, 1990
- Kauaiina ioxantha (Meyrick, 1899)
- Kauaiina molokaiensis Riotte, 1979
- Kauaiina montgomeryi Riotte, 1978
- Kauaiina parva Riotte, 1980
- Kauaiina rubropulverula Riotte, 1989